# Gaultheria mucronata
La chaura (Gaultheria mucronata) es un arbusto de la familia de las ericáceas, nativa del sur de Argentina y Chile. En las zonas volcánicas del sur de Chile, la chaura es una de las especies vegetales dominantes por encima de la línea arbolada.

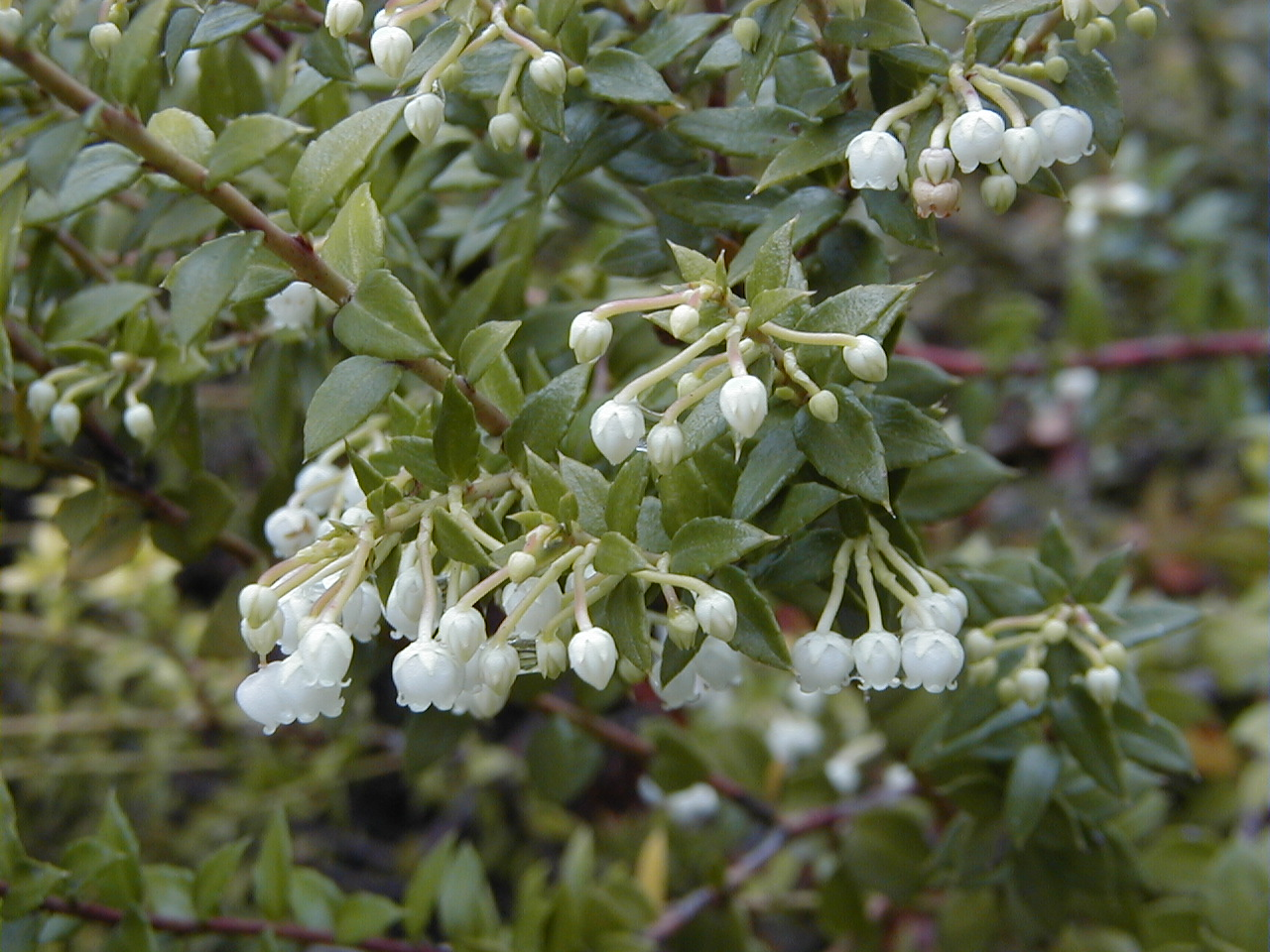
Detalle de la planta

## Descripción
Alcanza una altura de hasta 2 m, de ramas robustas y hojas dentadas. El fruto es una baya de entre 6 y 9 mm de diámetro, casi globosa, en forma de ciruela, que pasa del color blanco al rosado y finalmente al púrpura oscuro cuando está madura.

## Usos
Aunque los frutos silvestres de esta especie son comestibles, dependiendo la variedad, en algunos casos suelen ser algo insípidos, mientras otras son más dulces. Al igual que los frutos de Gaultheria phillyreifolia, estos pueden ser consumidos frescos o ser utilizados en diversas preparaciones.
Esta especie es tolerante a las heladas y a menudo se cultiva como planta ornamental.

## Taxonomía
Gaultheria mucronata  fue descrita por (L.f.) Hook. & Arn. y publicado en Journal of Botany, being a second series of the Botanical Miscellany 1: 281. 1834.
Etimología
Gaultheria, nombre genérico, mal escrito,  otorgado por el escandinavo Pehr Kalm en 1748 en honor de Jean François Gaultier de Quebec.
mucronata: epíteto latíno que significa "mucronada".
Variedades
- Gaultheria mucronata var. angustifolia (Lindl.) D.J.Middleton
- Gaultheria mucronata var. microphylla Hombr. & Jacq.

Sinonimia
- Arbutus mucronata L.f.	basónimo
- Brossaea mucronata (L.f.) Kuntze
- Brossaea philippiana Kuntze
- Pernettya mucronata (L.f.) Gaudich. ex Spreng.
- Pernettya philippii Gand.[5]